# Vladimir Semënovič Vysockij
Vladimir Semënovič Vysockij (in russo Владимир Семёнович Высоцкий? ; Mosca, 25 gennaio 1938 – Mosca, 25 luglio 1980) è stato un cantautore, attore, poeta e dissidente sovietico. È considerato uno dei maggiori cantautori europei dal secondo dopoguerra a oggi.

## Biografia
Figlio di un ebreo russo, ufficiale dell'Armata Rossa, e di una interprete dal tedesco, in seguito al divorzio dei genitori nel 1946 segue il padre che viene trasferito in Germania Est e che ha una nuova compagna armena. Nel 1949 la famiglia torna a Mosca dove Vysockij frequenta un gruppo di teatranti. Dopo le superiori vorrebbe seguire una formazione artistica ma su richiesta dei genitori si iscrive al corso di ingegneria, che pure abbandona quasi subito. Entra allora in un istituto di teatro dove segue corsi di canto.
Nel 1960 si sposa con una compagna di corso dalla quale divorzia l'anno dopo. Nello stesso anno, dopo un incontro con il poeta e cantante Aleksandr Galič, inizia a dedicarsi alla chitarra e a cantare canzoni su diseredati (galeotti e malavitosi). Comincia pure la sua esperienza come attore. Nel 1961 scrive la sua prima canzone. In questo periodo cominciano a circolare sue registrazioni artigianali su cassetta, benché rimanga sconosciuto al pubblico.
Nel 1963 si sposa per la seconda volta, con l'attrice Ljudmila Abramova, e dedica molte energie allo scrivere canzoni e comporre musiche. Nel 1964 viene assunto al teatro Taganka non tanto per le sue doti di attore quanto per la sua fama di cantante. L'anno seguente diviene un importante attore del Taganka e viene pubblicato il suo primo disco con le musiche della colonna sonora del film Verticale.
Nel 1967 conosce sul set di un film l'attrice francese di origine russa Marina Vlady (Marina De Poliakoff-Baidaroff), che sposerà il 1º dicembre 1969.
Eventi politici nell'Unione Sovietica portano a misure che ostacolano l'attività di artisti non sufficientemente ligi alle direttive governative. Vysockij viene boicottato e non viene ammesso all'Unione degli scrittori.
Nel 1970 viene pubblicata la nota canzone "La caccia ai lupi" (Ochota na volkov). Nel 1975 ottiene (grazie al fatto di essere sposato con una straniera, Marina Vlady, iscritta al Partito Comunista Francese) il passaporto e può viaggiare all'estero, ma non si trasferirà mai all'estero.
Nel 1979 rischia di morire per crisi cardiaca, dovuta pure ad eccessi alcolici ai quali si aggiunge la dipendenza dalla morfina.
Il 25 luglio 1980 muore per arresto cardiaco e ai suoi funerali svoltisi a Mosca partecipano centinaia di migliaia di persone, malgrado la notizia fosse stata taciuta dalla stampa.

## Omaggi postumi

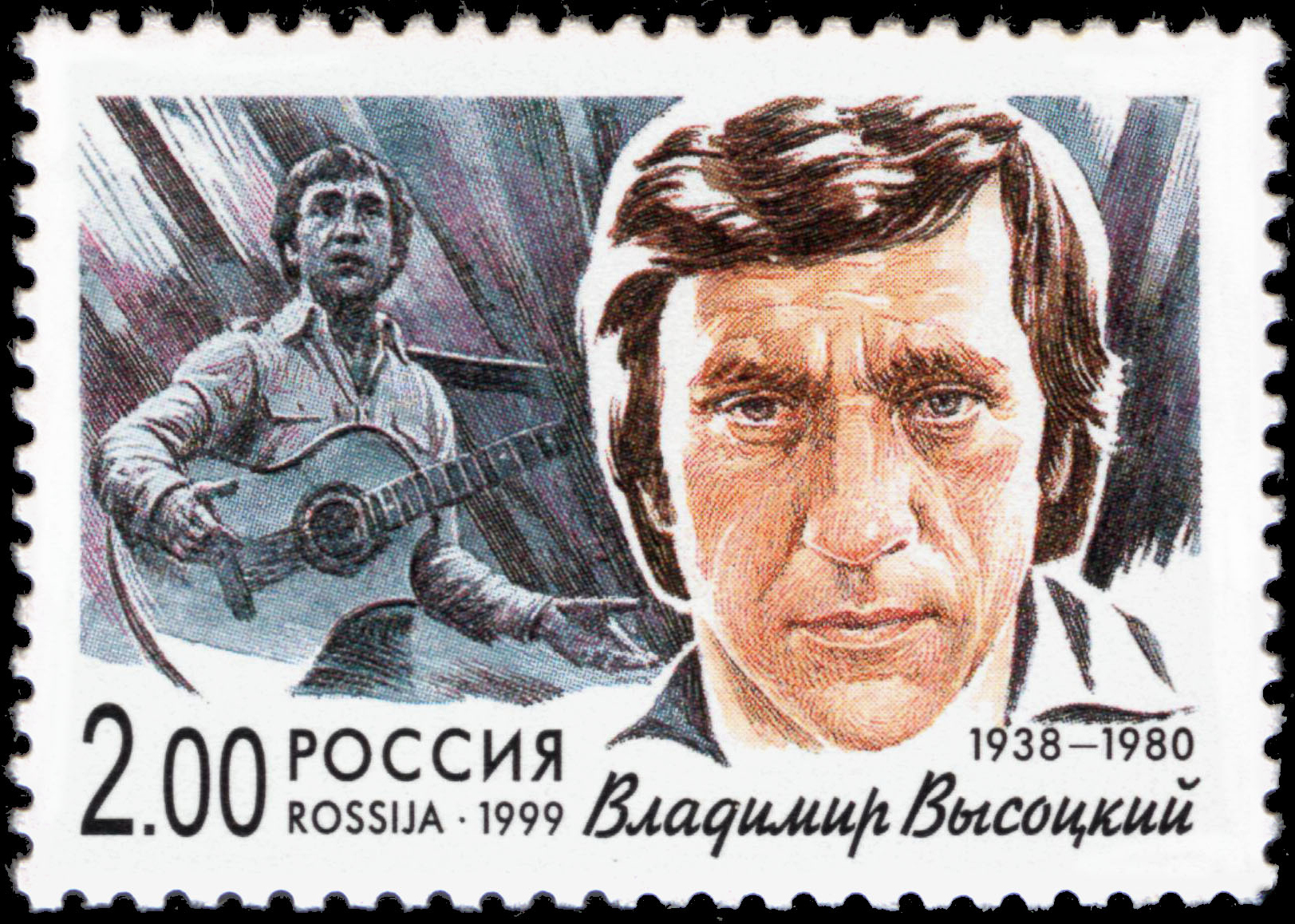
Francobollo russo del 1999 dedicato a Vladimir Vysockij (Michel 761, Scott 6547).

Nel 1993 gli venne assegnato il Premio Tenco, prima volta per un artista non più in vita, e nell'occasione venne registrato un album tributo intitolato Il volo di Volodja, pubblicata dalla Ala Bianca, ad opera di numerosi cantautori italiani facenti capo al Club Tenco, tra cui Francesco Guccini, Roberto Vecchioni che interpreta Vladimir (sua creazione originale) ed Eugenio Finardi magistralmente Он не вернулся из боя ('Dal fronte non è più tornato'). Nel disco compare anche come ultima traccia la canzone Ochota na volkov, cantata da Vysockij.
L'album dal vivo Liveinvolvo di Vinicio Capossela, pubblicato nel 1998, contiene una traccia intitolata "Il pugile sentimentale", brano che aveva interpretato in occasione dell'edizione 1993 del Premio Tenco, adattamento di Sergio Secondiano Sacchi della canzone incisa da Vysockij nel 1966.
Nell'album di Paolo Rossi In Italia si sta male (si sta bene anziché no)... e altre storie (2007) è contenuta una versione in italiano della canzone "Utrennjaja gimnastika", dal titolo "Ginnastica", anche in questo caso già presente nell'album tributo del 1993 (sempre da Paolo Rossi).
Il cantante italiano Eugenio Finardi interpreta Vladimir Vysockij nell'album musicale Il cantante al microfono (2008).
Il 22 ottobre 2009 al Teatro di Koper-Capodistria (Slovenia), in occasione dei festeggiamenti per i 60 anni di Radio Capodistria, si tiene un concerto in suo omaggio con il cantautore italiano Eugenio Finardi e quello sloveno Jani Kovačič. Il concerto viene trasmesso in diretta da Radio Koper/Capodistria.
Un successivo omaggio di Vinicio Capossela al cantautore sovietico, si trova nell'album "Rebetiko Gymnastas" pubblicato nel 2012, che riporta la traccia "Utrennjaja gimnastika".

## Premi
- Premio Tenco nel 1993 (postumo)